# Parco del Roccolo
Il Parco del Roccolo è un parco locale di interesse sovracomunale e si trova tra i fiumi Olona e Ticino  nella parte settentrionale della Pianura Padana, in un'area a nord-ovest in provincia di Milano, ai margini meridionali dell'Altomilanese; il parco comprende aree boschive ed agricole dei comuni di Arluno, Busto Garolfo, Canegrate, Casorezzo (dove è ubicata la sede del parco), Nerviano (dal 1997) e Parabiago, con una superficie di 1595 ettari (circa 16 km²).
Il parco prende il nome da una tecnica utilizzata un tempo nell'uccellagione oggi ritenuta illegale, il Roccolo: uno spiazzo ovale nel quale sorgeva una torretta a tre piani mimetizzata tra la vegetazione.
Fu istituito nel 1991 per la salvaguardia degli elementi naturali della zona e per la valorizzazione dell'agricoltura, che impegna circa l'80% della superficie del parco, con le coltivazioni di mais, grano, frumento, avena, orzo, soia e foraggio.
Della rimanente area territoriale il 9% è caratterizzato da boschi, mentre l'1% da viabilità, cave e dal canale Villoresi con la sua rete di canali irrigui secondari. Un'altra caratteristica del parco è la presenza di numerose cascine sparse nel suo territorio, testimoni di un passato storico agricolo della zona.
Riconosciuto nel 1994 come parco agricolo di interesse sovracomunale dalla Regione Lombardia, è attualmente in progetto una sua estensione fino all'Oasi WWF del bosco di Vanzago.

## Origine
Il Parco del Roccolo nasce dai detriti trasportati dai fiumi Olona e Ticino delle vallate alpine. 15.000 anni fa durante l'ultima fase della glaciazione, la temperatura si alzò creando così una colonia di foreste di betulle e di conifere. 
Il periodo postglaciale si distingue per la presenza di latifoglie interrotte da corsi d'acqua. In seguito, i nostri antenati iniziarono a modificare il paesaggio grazie all'attività agropastorale in Pianura Padana.

## Habitat

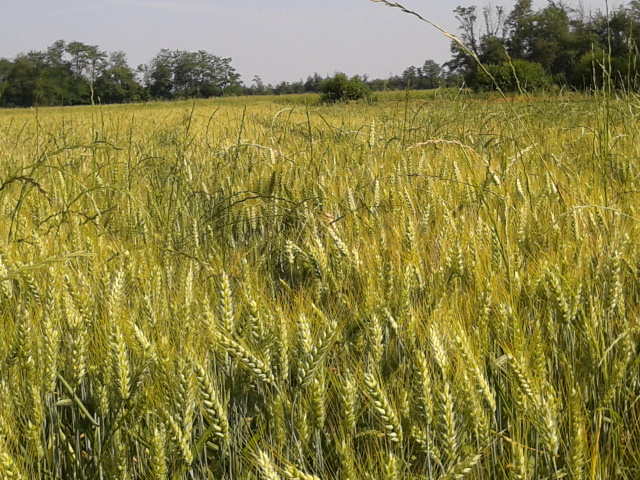
Campi coltivati nei pressi di Villapia (già Tiracoda), frazione di Parabiago.

### Campi agricoli
Come già detto, le aree coltivate costituiscono la maggioranza del territorio del parco. Tra gli elementi che compongono la flora di questo tipo di ambiente, oltre alle specie coltivate, si possono riscontrare fiordaliso, camomilla e papavero. Per quanto riguarda le specie animali presenti, vi sono volpi, lepri, fagiani, ricci, tordi, allodole ed arvicole.

### Aree boschive
Il secondo elemento abitativo del Roccolo è la boscaglia. La flora boschiva è rappresentata da piante esistenti nell'area per la maggior parte soltanto dal XIX secolo: ailanto, robinia, ciliegio tardivo (Prunus serotina) e quercia rossa. Soltanto nei Boschi di Arluno e della Brughierezza (tra Casorezzo e Busto Garolfo), si possono ancora ammirare piante originarie della Pianura Padana come rovere, farnia, mughetto, sigillo di Salomone e pervinca. Queste zone sono l'habitat naturale di saettoni, toporagni, ghiri, arvicole rossastre, gufi, allocchi, sparvieri e picchi.

### Siepi
A "segnare il confine" tra campi agricoli e boschi, sono le siepi. Le specie viventi che abitano quest'area intermedia sono il ramarro, il biacco, l'orbettino, la donnola, il moscardino, il gheppio, la civetta, il canapino, l'averla piccola, il torcicollo, il codibugnolo e la tortora, le quali trovano proprio tra gli arbusti, la loro fonte primaria di nutrimento: frutti ed insetti.

### Canali irrigui e cave
Nel parco non esistono corsi d'acqua o stagni naturali, il canale Villoresi con la sua rete d'irrigazione ed i suoi secondari, come il canale di Corbetta che per esempio ha origine alle quattro bocche di Busto Garolfo, rappresenta la maggiore risorsa idrica; mentre gli unici specchi d'acqua presenti sono i laghetti artificiali originati dalle cave.
Essi sono fonte alimentare e luogo di riproduzione per uccelli tra cui l'airone, il germano reale, la gallinella d’acqua, il tarabusino, il porciglione o il migliarino; sono presenti anche rettili (biscia d’acqua), anfibi (rana verde e rospo smeraldino), pesci e insetti.
Ai bordi del Villoresi e dei suoi canali secondari, si snodano stradine di manutenzione, le quali in alcuni tratti sono state adibite a piste ciclabili e vengono rinominate strade azzurre.

## L'emergenzaAnoplophora chinensis malasiaca

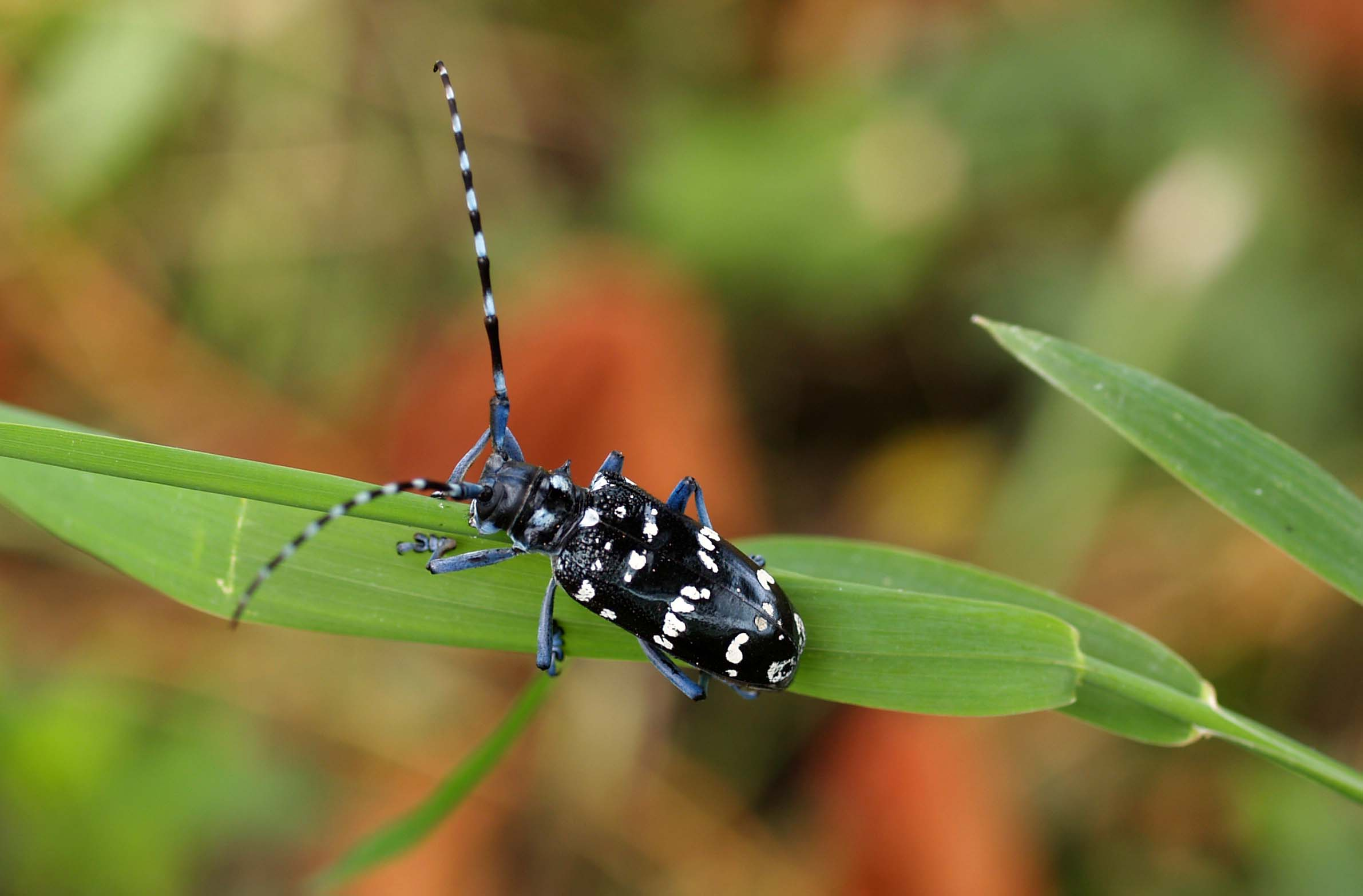
Anoplophora chinensis malasiaca detta comunemente Cerambice dalle lunghe antenne (Thomson, 1865)

L'Anoplophora chinensis malasiaca, chiamata comunemente Cerambice dalle lunghe antenne, è un insetto coleottero appartenente alla famiglia dei cerambicidi, sottofamiglia Lamiinae e tribù dei Lamiini, originario dell'Estremo Oriente, avvistato in Italia per la prima volta nel 2000, all'interno del territorio comunale di Parabiago e ad oggi rinvenuto in una ventina di altri comuni lombardi.
Questo coleottero xilofago è risultato essere un gravissimo problema per la produzione di piante ornamentali in vivaio e per piante di latifoglie, che contraddistinguono la flora tipica del nord Italia ed in particolare delle zone boschive protette, dato che allo stato larvale, la maggior fonte di sostentamento è proprio il legno di tali piante.
Il parco del Roccolo perlopiù, risulta essere tra le aree protette, una delle più colpita in assoluto, poiché tra i comuni dell'Altomilanese, questo tipo di insetto ha letteralmente infestato i territori comunali di Canegrate, Cardano al Campo, Casorezzo, Cerro Maggiore, Gallarate, Inveruno, Lainate, Legnano, Mesero, Nerviano, Parabiago, Pogliano Milanese, San Vittore Olona, San Giorgio su Legnano, Saronno e Villa Cortese, più di altri comuni lombardi.
La Regione Lombardia ha dichiarato lo stato di quarantena, ordinato l'abbattimento delle piante più colpite ed attuato il monitoraggio totale delle specie arboree a rischio, in tutta l'area interessata e nelle aree limitrofi attraverso il decreto del direttore generale n. 731/2004, pubblicato in data 2 febbraio 2004 sul Bollettino Ufficiale della Regione Lombardia.

## Galleria d'immagini

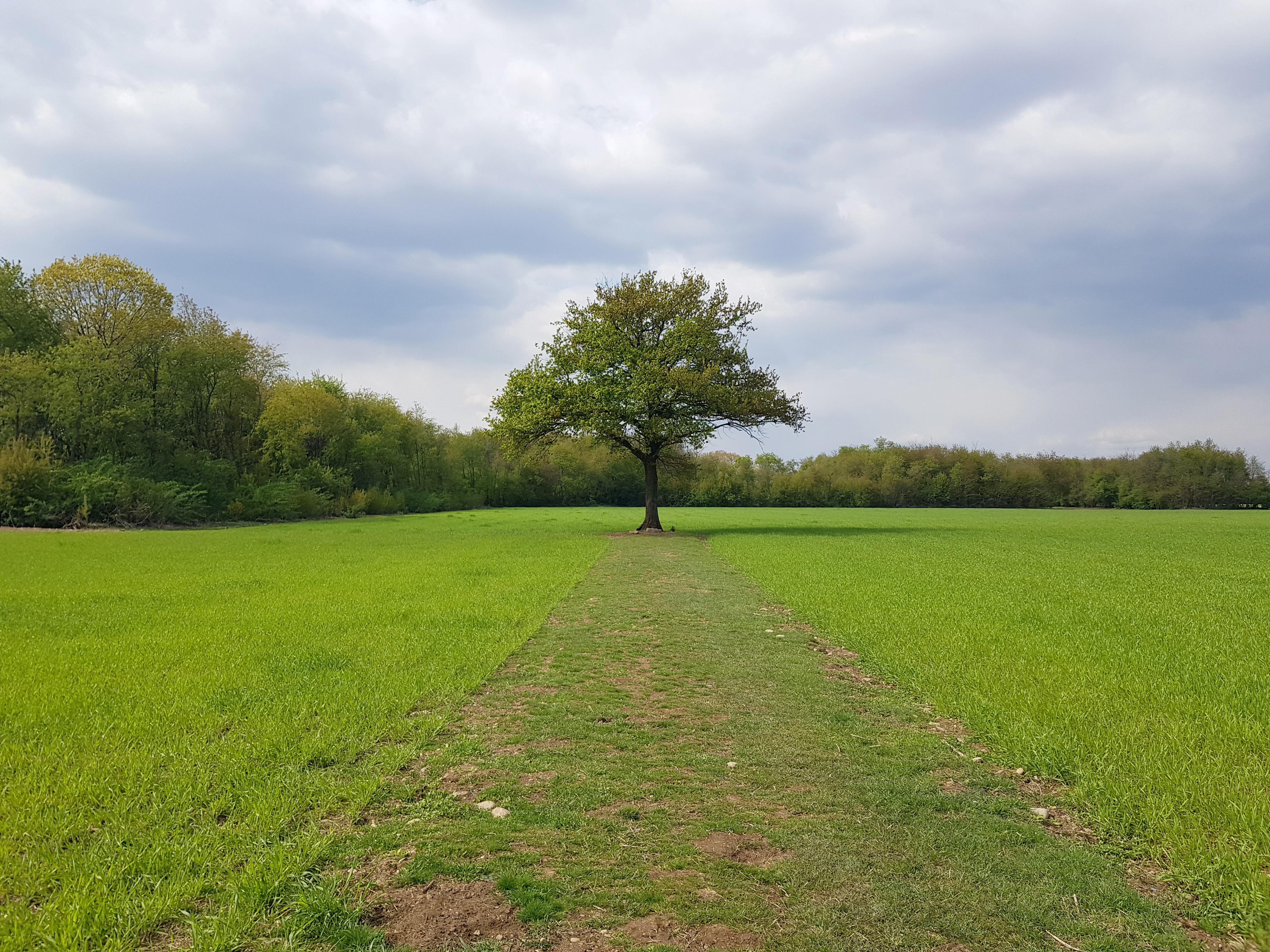
Una quercia nel parco tra i campi coltivati e i boschi di Robinie
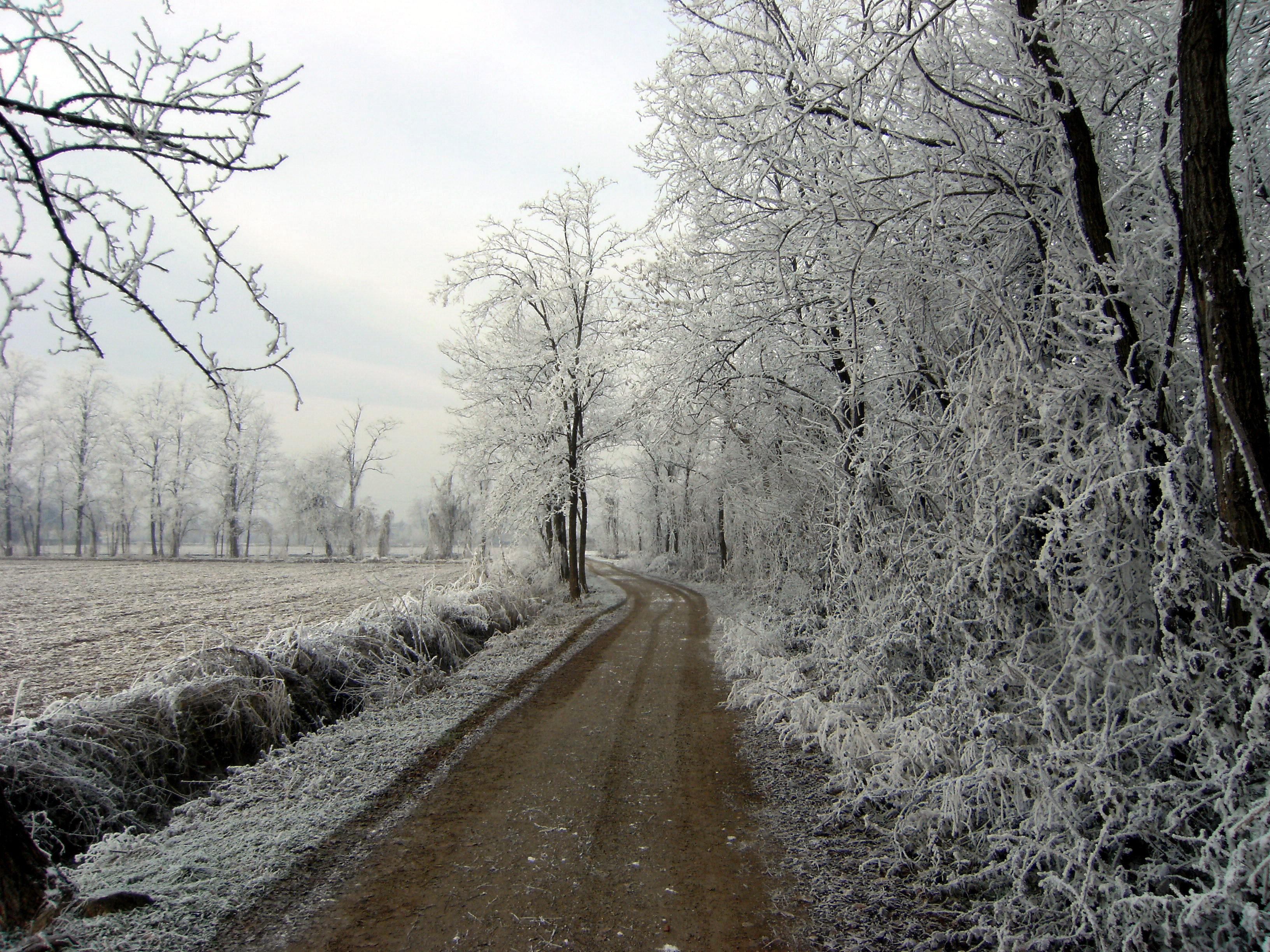
Il Parco del Roccolo sotto la brina invernale del 2012
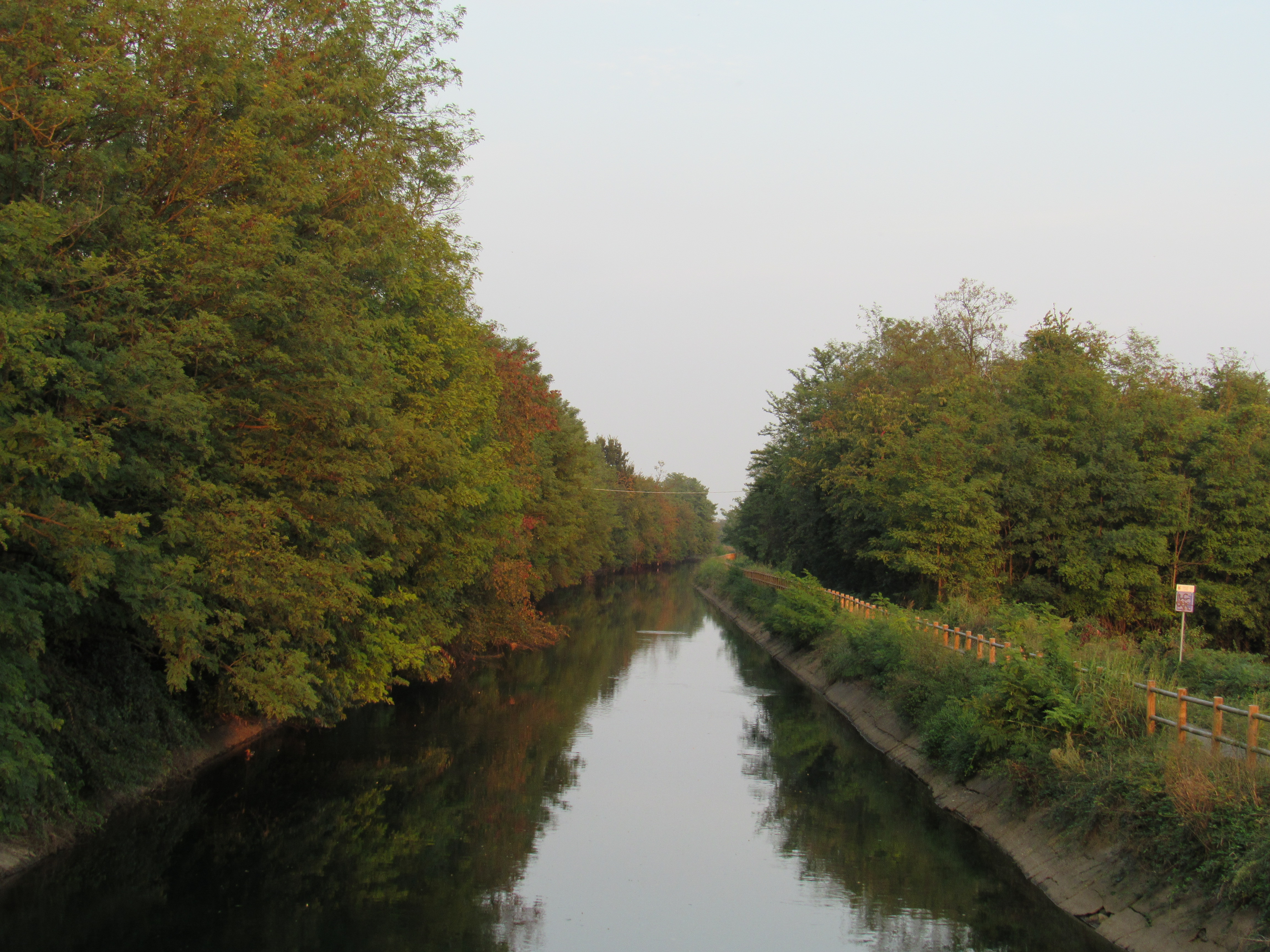
Il canale Villoresi in zona Ravello (Parabiago) all'interno del parco
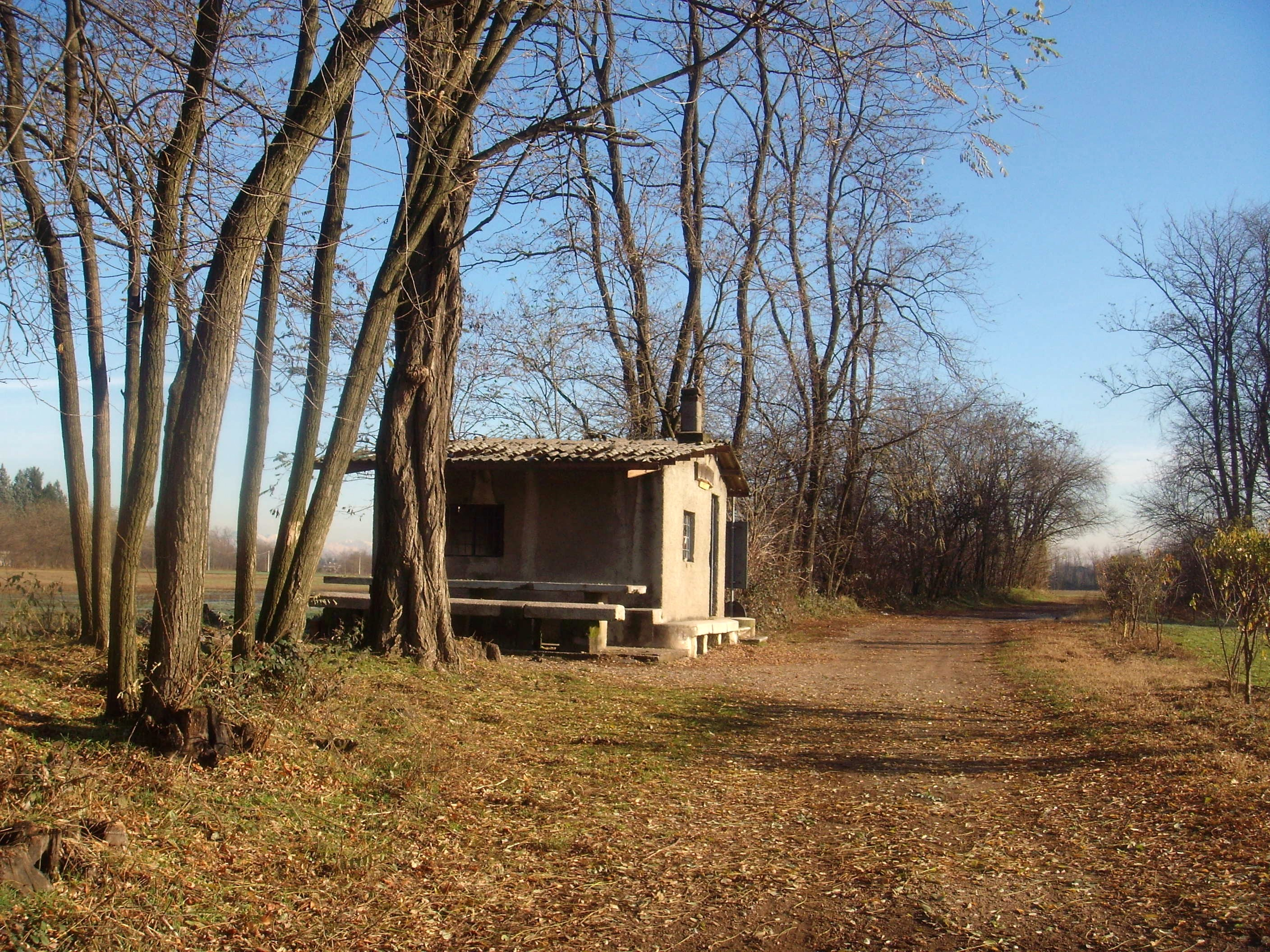
Una delle casette in cemento presenti nel parco
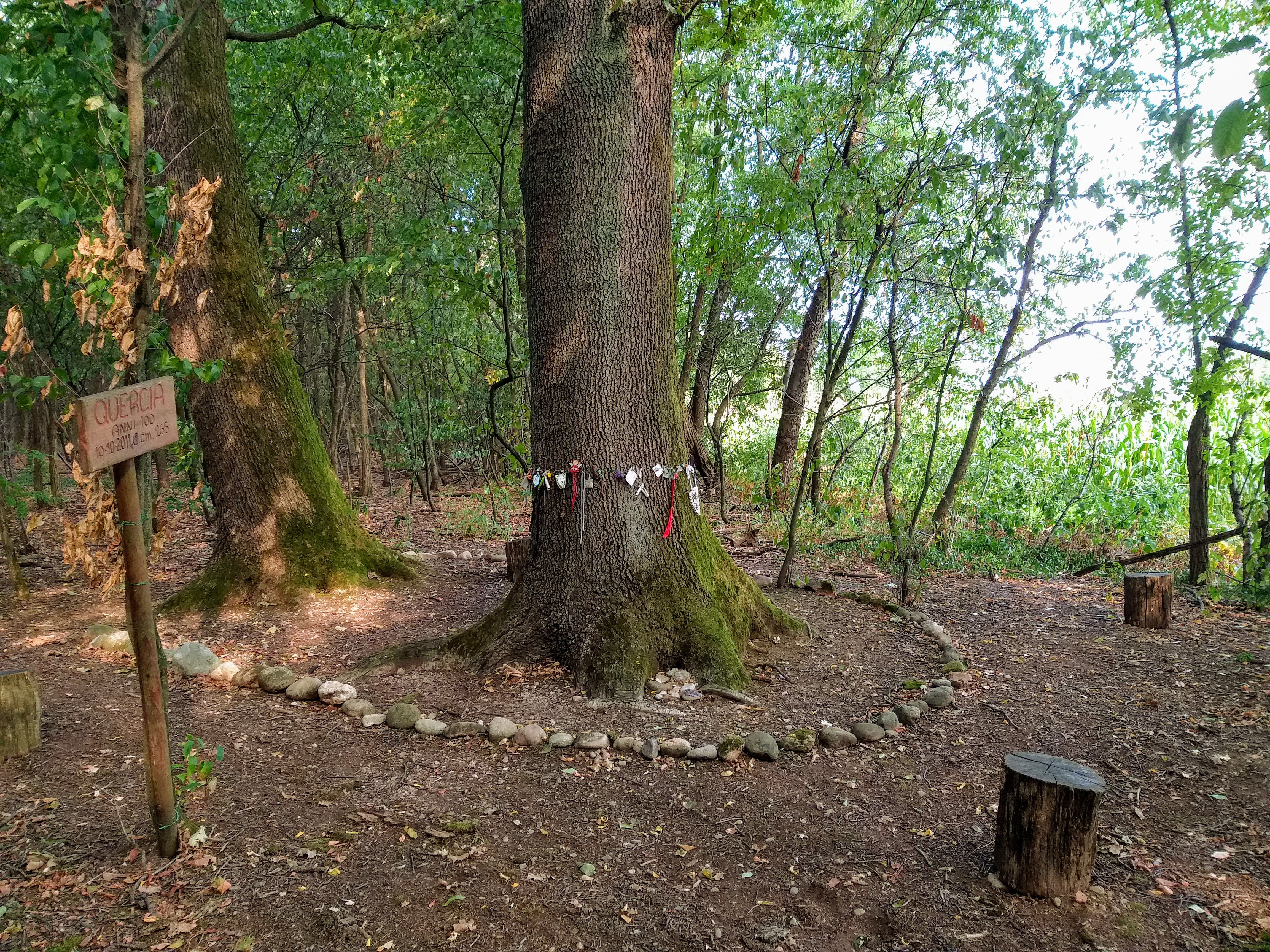
Una quercia secolare nei boschi di Arluno nel parco